# Leids Jaarboekje
Het Leids Jaarboekje (tot 1948: Leidsch jaarboekje) is de jaarlijkse uitgave van de Historische vereniging Oud Leiden met artikelen over de geschiedenis en oudheidkunde van de Nederlandse stad Leiden en omstreken. Vaste onderdelen zijn de jaaroverzichten:
- Kroniek van de belangrijkste gebeurtenissen
- Bibliografie van nieuwe aanwinsten

Het jaarboekje heet voluit het Jaarboekje voor geschiedenis en oudheidkunde van Leiden en Rijnland (tot 1946 Jaarboekje voor geschiedenis en oudheidkunde van Leiden en Rijnland : tevens orgaan der Vereeniging "Oud Leiden").
De eerste jaarboekje werd in 1904 gepubliceerd. Het verscheen vervolgens jaarlijks, met uitzondering van de periode 1922 tot 1930, toen om financiële redenen een tweejaarlijkse frequentie werd aangehouden. Op de titelbladen staat 1921-1922 enzovoort, maar op de omslagen 1922, 1924, 1926, 1928 en 1930. In 1932 meldde het verenigingsbestuur, dat de gemeente Leiden met ingang van 1931 een jaarlijkse subsidie verleent ten behoeve van de uitgave van het jaarboekje, waardoor dit weer jaarlijks zal kunnen verschijnen.
Ook in de oorlogsjaren bleven de jaarboekjes uitkomen. Evenwel met een onvolledige kroniek van de belangrijkste gebeurtenissen tijdens de bezetting. In een extra overzicht in het jaarboekje 1946 werd dit aangevuld. In dezelfde uitgave verschenen ook verschillende andere artikelen over Leiden in oorlogstijd. In 2009 verscheen het honderdste jaarboekje niet als de gebruikelijke paperback maar speciaal uitgevoerd als hardcover.
Afzonderlijke registers op het jaarboekje verschenen in de jaren 1934, 1948, 1958, 1970, 1983 (t/m de 75e jaargang) en 2002 (t/m de 93e jaargang). In 2002 - bij het honderdjarig bestaan van de vereniging - verscheen ook een dubbel-cd met een digitale heruitgave van alle 93 uitgebrachte jaarboekjes. Inmiddels staan de jaarboekjes tot en met 2010 ook als doorzoekbare pdf-bestanden op de website van de vereniging.